# Pyrrosia africana
Pyrrosia africana är en stensöteväxtart som först beskrevs av Kze., och fick sitt nu gällande namn av Harvey Eugene Ballard. Pyrrosia africana ingår i släktet Pyrrosia och familjen Polypodiaceae. Inga underarter finns listade.